# Botyodes kenricki
Botyodes kenricki là một loài bướm đêm trong họ Crambidae.